# Marimba (municipio)
Marimba è una municipalità dell'Angola appartenente alla provincia di Malanje. Ha 30.947 abitanti (stima del 2006) ed una superficie di 6.040 km².
Il capoluogo è Marimba.